# Nick Stabulas
Nicholas Stabulas (* 18. Dezember 1929 in New York; † 6. Februar 1973 bei Great Neck, NY) war ein US-amerikanischer Jazz-Schlagzeuger.
Stabulas begann seine Karriere im Bereich kommerzieller Musik; von 1954 bis 1957 arbeitete er dann bei Phil Woods. Daneben war er als vielbeschäftigter Sideman bei Aufnahmesessions in den 1950er Jahren tätig; so spielte er mit Jon Eardley (1955/56), Jimmy Raney (1955–57), Eddie Costa (1956), Friedrich Gulda (1956), George Wallington (1956/57), Al Cohn (1956/57, 1960), Zoot Sims (1957), Gil Evans (Gil Evans and Ten, 1957), Mose Allison (1957/58), Carmen McRae (1958) und Don Elliott (1958). In den 1960er Jahren arbeitete er mit Chet Baker, Kenny Drew, Bill Evans, Warne Marsh und Lennie Tristano. Im Bereich des Jazz war er laut Tom Lord zwischen 1954 und 1966 an  53 Aufnahmesessions beteiligt.
Stabulas starb im Februar 1973 in der Nähe von Great Neck bei einem Verkehrsunfall.

## Lexikalischer Eintrag
- Richard Cook, Brian Morton: The Penguin Guide to Jazz Recordings. 8. Auflage. Penguin, London 2006, ISBN 0-14-102327-9.
- Leonard Feather, Ira Gitler: The Biographical Encyclopedia of Jazz. Oxford University Press, New York 1999, ISBN 0-19-532000-X.